# Варлаам Тещинський
Варлаам Тещинський (*початок XVIII століття — †близько 1764, Лубни) — український релігійний та освітній діяч доби Гетьманщини, ректор Харківського колегіуму, архімандрит.

## Біографія
Вищу освіту здобув у Києво-Могилянській академії. 1723 навчався у богословському класі.
1727 в сані ієромонаха викладав у класі інфими Харківського колегіуму. 1737-1741 — ректор Харківського колегіуму й професор богослов'я.
Тоді ж Варлаама призначено ігуменом Краснокутського Петропавлівського монастиря Харківської єпархії Відомства православного сповідання Російської імперії.
15 червня 1742 висвячено на архімандрита Харківського Курязького монастиря. 1748 обрано членом Харківської консисторії.
1753 — архімандрит Київського Михайлівського Золотоверхого монастиря, 1756 — Бєлгородського Миколаївського монастиря Курської єпархії ВПСРІ.
1758-1764 — архімандрит Лубенського Мгарського Спасо-Преображенського монастиря Полтавської єпархії ВПСРІ, де й помер.